# Cozy Bear
Cozy Bear (англ. Уютный медведь; также известна как APT29, The Dukes и др.) — хакерская группировка. По мнению западных спецслужб, действует под эгидой ФСБ РФ.

## Деятельность
Cozy Bear основное внимание уделяет добыче информации, необходимой для принятия решений по внешней политике и обороне. Преимущественно жертвами группировки становятся правительства западных стран и связанные с ними организации: министерства, агентства, аналитические центры, исполнители государственных заказов. Также их жертвами становились правительства стран - членов СНГ, Азии, Африки, Ближнего востока; организации, связанные с чеченскими сепаратистами, а также русскоязычные торговцы наркотиками. По данным нидерландской Общей службы разведки и безопасности, за данной группировкой стоит Служба внешней разведки Российской Федерации.
Группировка имеет в своем арсенале широкий выбор инструментов — вредоносного программного обеспечения. В середине 2010-х можно было наблюдать осуществление группировкой массированных операций адресного фишинга против сотен (иногда - тысяч) корреспондентов из различных правительственных и связанных с ними организаций.
Типичная атака состоит из грубого (заметного для специалистов по информационной безопасности) проникновения в информационную систему, стремительного сбора и похищения информации. Если оказывается, что жертва представляет особый интерес, то группировка переходит к использованию менее заметных инструментов для обеспечения продолжительного доступа к пораженной информационной системе.
В дополнение к массированным атакам группировка осуществляет операции меньшего масштаба, более точечные и с использованием другого набора инструментов. Жертвы этих узконаправленных операций на момент атак находились в поле зрения российского правительства по вопросам международных отношений и обороны.
Группировка очень чувствительна к обнародованию сведений о ней и обычно вносит изменения в тактику и инструментарий во избежание быть обнаруженными. Однако, несмотря на огласку, группировка не прекращает операций.
В крайних случаях группировка может совершать операции даже с прежними инструментами после их огласки в специализированных публикациях и СМИ. Тем самым группировка демонстрирует свою уверенность в отсутствии любого наказания за совершенные противоправные действия.

## Соперничество спецслужб
Западные специалисты по кибербезопасности считают, что Cozy Bear зачастую конкурирует с другой российской хакерской группировкой — Fancy Bear, она же APT28, и видят в этом признак соперничества между ФСБ и ГРУ.

## Мнение властей
Российские власти неоднократно отрицали связи с хакерскими группировками. Пресс-секретарь В. В. Путина Д. С. Песков заявил в связи очередными обвинениями:

Мы не располагаем информацией, кто мог взламывать фармкомпании и исследовательские центры в Великобритании. Можем сказать одно — Россия не имеет к этим попыткам никакого отношения

### Комментарии
1. ↑  О связях Fancy Bear и Cozy Bear с российскими спецслужбами сообщали компании CrowdStrike, Fidelis Cybersecurity[англ.], Secureworks[англ.],
ThreatConnect[англ.] и другие[1].
2. ↑  По мнению западных аналитиков, Cozy Bear относится к ФСБ, а Fancy Bear - к ГРУ[1].
3. ↑  16 июля 2020 года Британия, США и Канада заявили об атаке российской группировки хакеров, вероятно, связанной с Кремлем, на медицинские лаборатории западных стран и попытке украсть разработки вакцины от Covid-19[1]

### Сноски
1. 1 2 3 4 5 6  Три западные спецслужбы обвинили «кремлёвских хакеров» в попытке украсть вакцину от Covid-19 Архивная копия от 17 июля 2020 на Wayback Machine, BBC, 17.07.2020
2. 1 2 3 4 5 6  Artturi Lehtiö. The Dukes. 7 years of Russian cyberespionage (англ.). — F-Secure labs, 2015. — (Threat Intelligence Whitepaper). Архивировано 23 декабря 2016 года.
3. ↑  Huib Modderkolk (25 января 2018). Dutch agencies provide crucial intel about Russia's interference in US-elections. de Volkskrant. Архивировано 10 октября 2018. Дата обращения: 17 ноября 2018.